# Weberstraße 6 (Merkendorf)
Das Handwerkerhaus und Ackerbürgeranwesen Weberstraße 6 ist ein zweigeschossiger traufständiger Satteldachbau in der Weberstraße 6 der Stadt Merkendorf im Fränkischen Seenland (Mittelfranken) und steht unter Denkmalschutz.

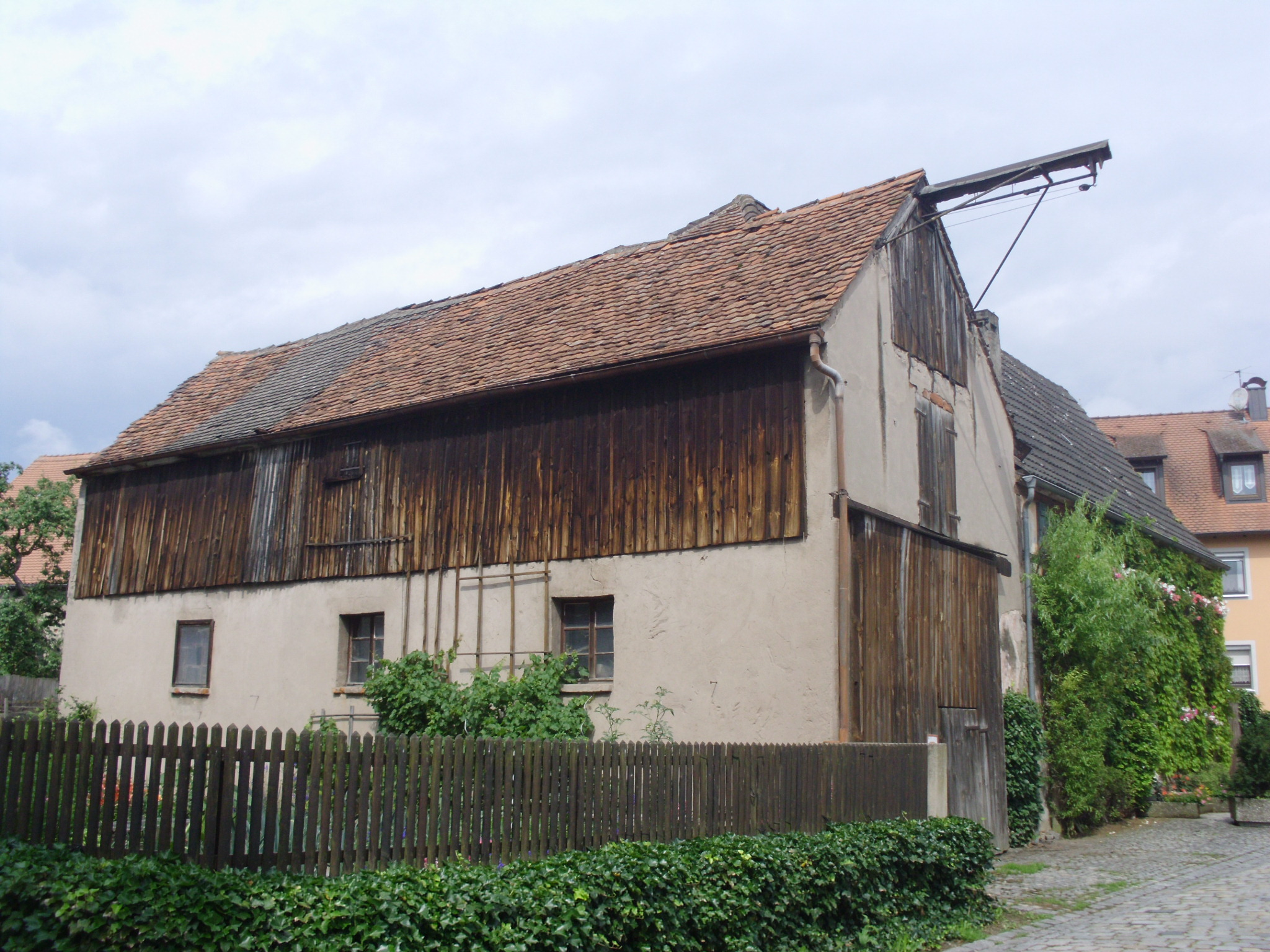
Scheune in der Weberstraße 6

## Bau
Das Handwerkerhaus und Ackerbürgeranwesen wurde im 18. / frühen 19. Jahrhundert errichtet. Südlich des Satteldaches befindet sich ein Walm, im Obergeschoss und Giebel ist Fachwerk.
Die angrenzende Scheune ist ein giebelständiger Satteldachbau und wurde in der ersten Hälfte des 20. Jahrhunderts erbaut.